# NGC 7816
NGC 7816 је спирална галаксија у сазвежђу Рибе која се налази на NGC листи објеката дубоког неба.
Деклинација објекта је + 7° 28' 42" а ректасцензија 0h 3m 49,0s. Привидна величина (магнитуда) објекта NGC 7816 износи 12,9 а фотографска магнитуда 13,7. NGC 7816 је још познат и под ознакама UGC 16, MCG 1-1-18, CGCG 408-18, IRAS 00012+0712, PGC 263.